# NGC 1038
NGC 1038 је лентикуларна галаксија у сазвежђу Кит која се налази на NGC листи објеката дубоког неба.
Деклинација објекта је + 1° 30' 34" а ректасцензија 2h 40m 6,3s. Привидна величина (магнитуда) објекта NGC 1038 износи 13,5 а фотографска магнитуда 14,4. NGC 1038 је још познат и под ознакама UGC 2158, MCG 0-7-76, CGCG 388-90, PGC 10096.